# 아현리역
아현리역(阿峴里驛 아켄리 에키[*])은 현재의 서울특별시 서대문구 북아현동에 위치했던 경의선의 폐역이다. 승강장이 최근까지 남아 있었으나, 2013년에 승강장 좌우 터널 개량공사를 진행하면서 철거되었다. 역으로 진입하는 선로가 모두 터널인데다가 주변에 비해 저지대여서 접근은 불가능하다. 주변 지역이 재개발되었으나 이 구간이 교-교 절연구간이어서 재개통에는 기술적, 비용 관련 문제들이 존재한다.

## 역사
- 1930년 12월 25일 : 무배치간이역으로 영업 개시[1]
- 1941년 6월 1일 : 배치간이역으로 승격[2]
- 1944년 3월 31일 : 폐지[3]

## 터널
아현리역의 좌우에는 터널이 있다. 서쪽에는 ‘의영터널’이, 동쪽에는 ‘아현터널’이 있다. 아현터널은 1918년 9월 1일 착공하여 1921년 6월 25일에 준공하였으며, 길이는 382m이다. 의영터널은 길이가 483m이다.